# Salustiano Olózaga
Don Salustiano Olózaga y Armandoz, född den 8 juni 1805 i Oyón, Álava, död den 26 september 1873 i Enghien nära Paris, var en spansk statsman.
Olózaga invecklades som ung advokat 1831 i en sammansvärjning mot Ferdinand VII, nödgades fly till Frankrike, men återvände hem efter Ferdinands död (1833). Han blev därefter drottning Maria Kristinas gunstling och erhöll 1840 sändebudsposten i Paris, samma år som drottningen nödgades gå i landsflykt. Den nya styrelsen kallade honom till den unga drottning Isabellas lärare, och han fungerade som president i deputeradekammaren, då Isabella den 8 november 1843 förklarades myndig. Strax därefter trädde han i spetsen för en ny progressistministär och förmådde den 28 samma månad den unga drottningen att upplösa deputeradekammaren, i vilken hovkamarillan och moderados hastigt vunnit överhanden. Men då Isabella följande dag förklarade, att denna statshandling blivit henne avtvungen, var Olózagas fall en avgjord sak, och han måste lämna landet. År 1847 kallades han tillbaka, slöt sig 1854 till Espartero, var några år (till 1857) ånyo sändebud i Paris och tog tillika betydande del i författningsarbetet. Olózaga framträdde åter vid septemberrevolutionen 1868, var ordförande i det utskott inom cortes, som våren 1869 utarbetade den nya författningen, samt utsågs samma år av den provisoriska regeringen att för tredje gången bekläda sändebudsposten i Paris, där han tämligen egenmäktigt verkade för ett spanskt kungaval efter Napoleon III:s sinne.